# ノビネチドリ属
ノビネチドリ属（ノビネチドリぞく、学名：Neolindleya、和名漢字表記：延根千鳥属）は、ラン科に属する属 。

## 特徴
地生の多年草。根はひも状に伸びて一部が肥厚する。茎は直立し、全体に多数の葉をつけ、葉は楕円形から狭長楕円形で、縁は波状に縮れる。花は小型で淡紅紫色のを茎先に多数、総状花序につける。背萼片と側花弁は集まり、蕊柱を囲む。唇弁はくさび状広卵形で、先端は浅く3裂する。距は短く、前方に湾曲する。

## 分布
サハリン、カムチャツカ半島、朝鮮半島、日本に分布し、ノビネチドリ1種が知られる。

## 種
- ノビネチドリ Neolindleya camtschatica (Cham.) Nevski[2]

## 分類
かつて、ノビネチドリ属とミヤマモジズリ属 Neottianthe Schltr.は、テガタチドリ属 Gymnadenia R.Br.に含まれていたが、それぞれ、テガタチドリ属から独立した属として分類される。